# おけさ丸 (3代)

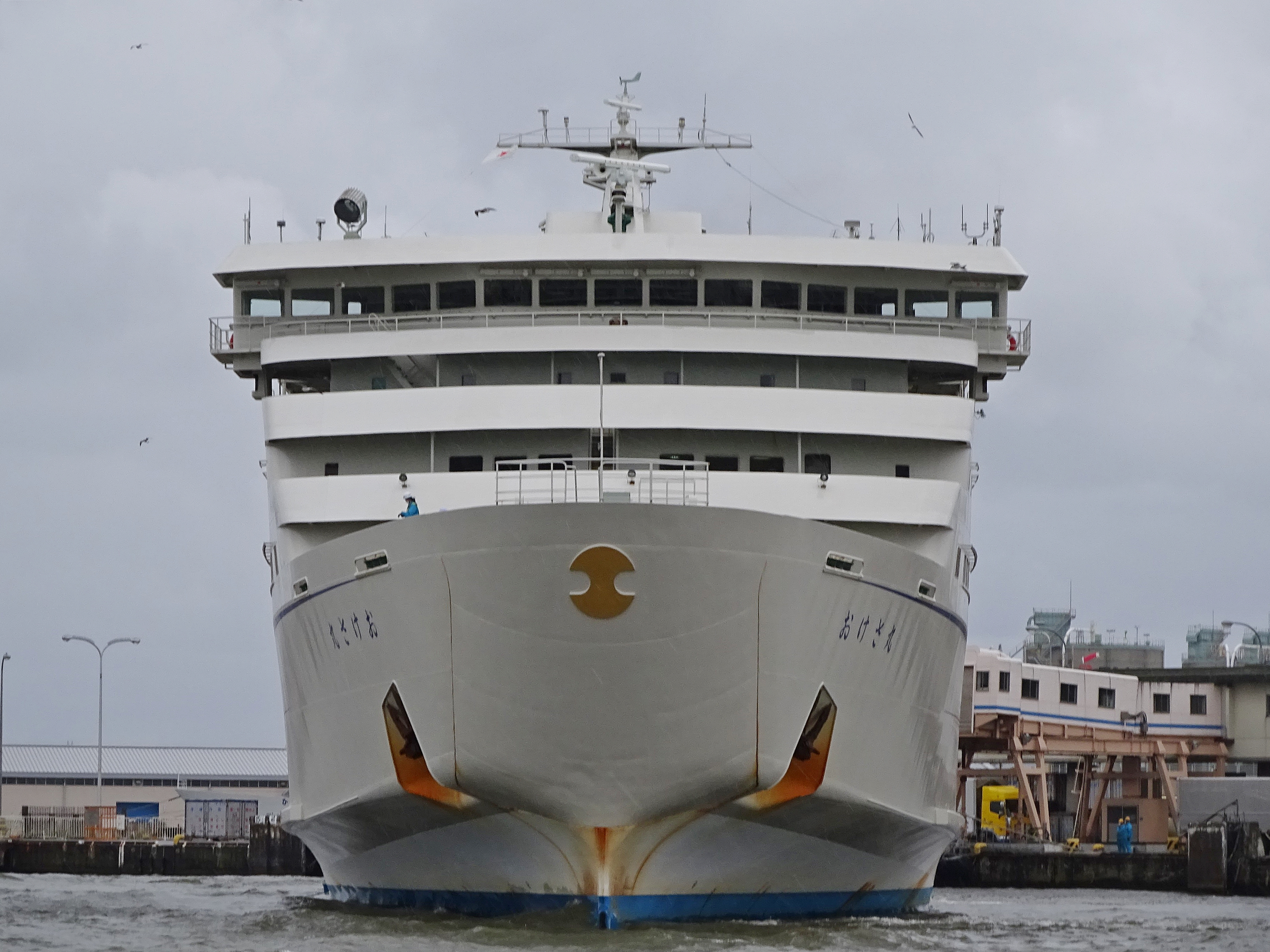
正面から見たおけさ丸

おけさ丸（おけさまる）は、佐渡汽船が運航しているフェリー。

## 概要
こがね丸 (2代)の代船として神田造船所川尻工場で建造され、1993年に就航した。
船舶整備公団（現在の鉄道建設・運輸施設整備支援機構）の共有建造制度を利用して建造された鉄道・運輸機構との共有船である。

### 航路
新潟-両津航路
- 新潟港（新潟市） - 両津港（佐渡市）

本船とときわ丸の2隻で1日5往復、繁忙期は最大7往復が運航される。冬期のドック期間中も2021年3月までは直江津-小木航路の就航船による代替運航で便数は維持されていたが、2021年4月29日より小木航路がジェットフォイルに転換された為、今後のドック期間は1隻での運航となる。

## 設計
船体は6層構造で、6階が操舵室、乗組員区画およびスイートルーム、5階・4階が旅客区画および乗組員区画、3階が旅客区画、1階・2階が車両搭載区画となっている。船首および船尾にランプウェイを装備しており、車両甲板の一部は可動式2段甲板となっている。

## 船内

### 船室
- スイートルーム
- 特等室
- 1等室（イス席・チェア席・ジュータン席）
- 2等室

### 設備
パブリックスペース
- 案内所
- エントランスホール
- イベントプラザ
- 授乳室
- 喫煙室
- ペットルーム

供食・物販設備
- スナック
- 売店

娯楽設備
- ゲームルーム

## 事故・インシデント
2009年4月1日、19時45分ごろ、新潟港へ向けて両津港を出港した本船は、港外に出て増速しようとしたところ、船体振動が発生、エンジンの排気温度が上昇し、左舷機に異常な負荷がかかったため、両津港に引き返した。異常の原因は水中を浮遊していた大量の漁網を左舷プロペラに巻き込んだためであった。